# 朱之佐
朱之佐，顺天府大兴县（今北京）人。清朝政治人物、同进士出身。
顺治十六年（1659年），登已亥科进士，改庶吉士，授翰林院编修，升任侍讀學士、国子监司业。